# Antero Ojala
Yrjö Antero Ojala, född 10 december 1916, död 5 februari 1982, var en finländsk skridskoåkare.
Ojala blev olympisk bronsmedaljör på 5000 meter vid vinterspelen 1936 i Garmisch-Partenkirchen.